# Bakari Sellers
Bakari T. Sellers (18 september 1984) is een Amerikaanse advocaat, politiek commentator en politicus.
Hij vertegenwoordigde Zuid-Carolina's 90e district in het Lagerhuis van het Staatsbestuur van 2006 tot 2014, waarmee hij op 22-jarige leeftijd de jongste Afro-Amerikaanse gekozen autoriteit in het land was. 
Hij gaf toen zijn zetel in het Huis van Afgevaardigden van Zuid-Carolina op om dat jaar te dingen naar de positie van plaatsvervangend gouverneur, maar verloor van Henry McMaster. Hij werd in het Huis van Afgevaardigden opgevolgd door Justin T. Bamberg.
Sellers is ook de eerste vicevoorzitter van de Democratische Partij van Zuid-Carolina.

## Afkomst en opleiding
Sellers werd op 18 september 1984 geboren en is de zoon van Gwendolyn Sellers en burgerrechtenactivist en hoogleraar Cleveland Sellers. Hij groeide op in Bamberg County, Zuid-Carolina, en doorliep de Orangeburg-Wilkinson High School. In 2005 behaalde Sellers een bachelorgraad in Afro-Amerikaanse studies aan Morehouse College, een particuliere, geheel uit mannen bestaande en historisch zwarte, progressieve opleiding in Atlanta. In 2008 behaalde hij de graad van Doctor of Law aan de University of South Carolina.
Sellers werkte voor Congreslid James Clyburn en voor voormalig burgemeester van Atlanta, Shirley Franklin.

## Carrière
Sellers was als advocaat werkzaam voor de Strom Law Firm in Zuid Carolina en is analist voor CNN. Hij is tevens bestuurslid van het merkenbureau Level Brands en van Let America Vote, een stemrechtorganisatie opgericht door voormalig staatssecretaris van Missouri, Jason Kander.

## Pro Israël
Sellers bezocht aanvankelijk de jaarlijkse AIPAC-conferentie toen hij president was van de studentenorganisatie van Morehouse College in Atlanta. Sindsdien is hij een prominente Afro-Amerikaanse supporter van Israël en het zionisme. In 2016 stelde hij een door 60 Afro-Afrikaanse politici ondertekende brief, die er bij het Democratic Platform Committee op aandrong niet in te stemmen met de verklaring dat Israël zich schuldig maakt aan de "de bezetting" van Palestina. Sellers werd door pro-Palestijnse activisten bekritiseerd vanwege zijn weigering in te stemmen met het woord "bezetting".

## Lincoln Memorial tweet in 2019
In reactie op een incident in januari 2019 bij het Lincoln Memorial, waar een confrontatie ontstond tussen een middelbarescholier en de oudere "Native-Amerikaanse" activist Nathan Phillips, twitterde Sellers over de tiener: "Hij is een stumper. Sommige mensen vragen om een klap voor hun kop!" Toen meer videobeelden van de confrontatie verschenen die eerdere suggesties dat de tiener de confrontatie begon, ontzenuwden, trok Sellers zijn veroordeling in en verwijderde hij zijn tweet, bewerend dat zijn commentaar als een "voorbeeld" bedoeld was en "uit zijn context was gehaald", hoewel hij nog steeds overeind hield dat de studenten "xenofoob en racistisch gedrag vertoonden". Sellers was later betrokken bij een rechtsgeding van de ouders van de tiener tegen CNN, waar hij werkte als analist.

## Hervorming politie
Na het dodelijke optreden van politieagenten van Minneapolis op 25 mei 2020 tegen de ongewapende Afro-Amerikaanse rapper George Floyd, dat in de VS en ook elders grote verontwaardiging oogstte, schreef Sellers enkele indringende opiniestukken op de CNN-website, waarin hij een aantal concrete voorstellen deed voor een fundamentele hervorming van de politiekorpsen in het land.

## Publicaties
- My Vanishing Country, autobiografie, mei 2020. ISBN 9780062917454. - Over het vergeten leven van Afro-Amerikaanse arbeiders op het platteland in het zuiden van de Verenigde Staten.

## Privé
Sellers is sinds 2015 gehuwd.
- Gemeinsame Normdatei: 1233915037
- International Standard Name Identifier: 0000 0004 9617 133X
- Library of Congress Control Number: n2019056387
- Système universitaire de documentation: 255612125
- Virtual International Authority File: 2253156919250154970002
- WorldCat: E39PBJp67W8DD73KCVpMwM4Qbd